# Sergent Major (entreprise)
Sergent Major est une enseigne française haut-de-gamme de mode pour enfants.

## Historique
La Générale pour l'Enfant est créée en 1987 par Paul Zemmour.
En juin 2023, le groupe Générale pour l'Enfant, qui détient Sergent Major, annonce la fermeture d'une centaine de magasins Du Pareil au Même et d'environ 50 magasins Sergent Major.
Le 14 mars 2024, le groupe Générale pour l'Enfant (propriétaire des magasins Du Pareil au Même et Sergent Major) est placé en redressement judiciaire. Un plan de continuation approuvé par le tribunal de commerce de Bobigny en novembre 2024 prévoit une réduction de la dette, de 185 à 65 millions d’euros.